# 佩列维茨克战役
佩列维茨克战役（俄语：Битва под Перевитском）是1385年春天梁赞大公国與莫斯科大公國的一場戰役，當時由奥列格·伊凡诺维奇率领的梁赞大公国军队在梁赞大公国境內的佩列维茨克附近击败了由勇者弗拉基米尔率领的莫斯科大公國的军队。